# Asseco Resovia 2008-2009
Questa voce raccoglie le informazioni riguardanti l'Asseco Resovia nelle competizioni ufficiali della stagione 2008-2009.

## Organigramma societario
Area direttiva
- Presidente: Marek Panek
- Vicepresidente: Bartosz Górski

Area organizzativa
- Team manager: Maciej Pająk

Area tecnica
- Allenatore: Ljubomir Travica
- Allenatore in seconda: Andrzej Kowal

Area comunicazione
- Ufficio stampa: Katarzyna Zięba

Area marketing
- Ufficio marketing: Jarosław Gutowski

## Rosa
| N° | Nome                  | Ruolo | Data di nascita   | Nazionalità sportiva |
| -- | --------------------- | ----- | ----------------- | -------------------- |
| 1  | Tomasz Kusior         | C     | 26 febbraio 1987  | Polonia              |
| 2  | Krzysztof Gierczyński | S     | 23 gennaio 1976   | Polonia              |
| 3  | Jakub Mach            | S     | 9 maggio 1988     | Polonia              |
| 4  | Mikko Oivanen         | S/O   | 26 maggio 1986    | Finlandia            |
| 5  | Patryk Strzeżek       | S/O   | 19 novembre 1989  | Polonia              |
| 6  | Marcin Wika           | S     | 9 novembre 1983   | Polonia              |
| 7  | Aleksandar Mitrović   | S     | 24 settembre 1982 | Serbia               |
| 8  | Michał Kaczmarek      | C     | 26 dicembre 1984  | Polonia              |
| 9  | Mateusz Wojtowicz     | S     | 17 settembre 1990 | Polonia              |
| 10 | Bartosz Gawryszewski  | C     | 22 agosto 1985    | Polonia              |
| 12 | Łukasz Perłowski      | C     | 3 aprile 1984     | Polonia              |
| 13 | Piotr Łuka            | S     | 9 giugno 1980     | Polonia              |
| 14 | Paweł Papke           | S/O   | 13 febbraio 1977  | Polonia              |
| 15 | Ihosvany Hernández    | C     | 6 agosto 1972     | Cuba                 |
| 16 | Krzysztof Ignaczak    | L     | 15 maggio 1978    | Polonia              |
| 17 | Paweł Woicki          | P     | 19 giugno 1983    | Polonia              |
| 18 | Ivan Ilić             | P     | 19 dicembre 1976  | Serbia               |

## Mercato
| Acquisti | Acquisti              | Acquisti          | Acquisti      |
| R.       | Nome                  | da                | Modalità      |
| -------- | --------------------- | ----------------- | ------------- |
| S        | Krzysztof Gierczyński | AZS Częstochowa   | definitivo    |
| S        | Jakub Mach            | Błękitni Ropczyce | fine prestito |
| S/O      | Mikko Oivanen         | Bozkurt           | definitivo    |
| S/O      | Patryk Strzeżek       | MOS Wola Varsavia | definitivo    |
| S        | Marcin Wika           | AZS Częstochowa   | definitivo    |
| C        | Bartosz Gawryszewski  | Jadar Radom       | definitivo    |
| P        | Paweł Woicki          | AZS Częstochowa   | definitivo    |

| Cessioni | Cessioni         | Cessioni                | Cessioni   |
| R.       | Nome             | a                       | Modalità   |
| -------- | ---------------- | ----------------------- | ---------- |
| C        | Dawid Gunia      | AZS Częstochowa         | definitivo |
| P        | Tomasz Kozłowski | -                       | ritirato   |
| S        | Karel Kvasnička  | Politechnika Warszawska | definitivo |
| S        | Piotr Gabrych    | Będzin                  | definitivo |
| S/O      | Tomasz Józefacki | AZS Olsztyn             | definitivo |

## Statistiche

### Statistiche di squadra
| Competizione     | Punti | In casa | In casa | In casa | In trasferta | In trasferta | In trasferta | Totale | Totale | Totale |
| Competizione     | Punti | G       | V       | P       | G            | V            | P            | G      | V      | P      |
| ---------------- | ----- | ------- | ------- | ------- | ------------ | ------------ | ------------ | ------ | ------ | ------ |
| PlusLiga         | 39    | 14      | 11      | 3       | 14           | 8            | 6            | 28     | 19     | 9      |
| Coppa di Polonia | -     | 1       | 1       | 0       | 1            | 1            | 0            | 3      | 2      | 1      |
| Challenge Cup    | -     | 1       | 1       | 0       | 1            | 0            | 1            | 2      | 1      | 1      |
| Totale           | -     | 15      | 12      | 3       | 16           | 9            | 7            | 33     | 22     | 11     |

G = partite giocate; V = partite vinte; P = partite perse

### Statistiche dei giocatori
| B. Gawryszewski | 17 | 103 | 64  | 29 | 10 | Statistiche assenti |
| K. Gierczyński  | 26 | 249 | 212 | 23 | 14 | Statistiche assenti |
| I. Hernández    | 20 | 197 | 139 | 52 | 6  | Statistiche assenti |
| K. Ignaczak     | 28 | 0   | 0   | 0  | 0  | Statistiche assenti |
| I. Ilić         | 15 | 6   | 0   | 6  | 0  | Statistiche assenti |
| M. Kaczmarek    | 6  | 1   | 1   | 0  | 0  | Statistiche assenti |
| T. Kusior       | 14 | 7   | 6   | 0  | 1  | Statistiche assenti |
| P. Łuka         | 17 | 76  | 64  | 9  | 3  | Statistiche assenti |
| J. Mach         | 0  | 0   | 0   | 0  | 0  | Statistiche assenti |
| A. Mitrović     | 10 | 72  | 62  | 5  | 5  | Statistiche assenti |
| M. Oivanen      | 25 | 386 | 345 | 21 | 20 | Statistiche assenti |
| P. Papke        | 22 | 114 | 101 | 11 | 2  | Statistiche assenti |
| Ł. Perłowski    | 24 | 174 | 99  | 50 | 25 | Statistiche assenti |
| P. Strzeżek     | 0  | 0   | 0   | 0  | 0  | Statistiche assenti |
| M. Wika         | 28 | 281 | 225 | 21 | 35 | Statistiche assenti |
| P. Woicki       | 28 | 36  | 8   | 16 | 12 | Statistiche assenti |
| M. Wojtowicz    | 0  | 0   | 0   | 0  | 0  | Statistiche assenti |

P = presenze; PT = punti totali; AV = attacchi vincenti; MV = muri vincenti; BV = battute vincenti